# Selección de waterpolo de México
La Selección de waterpolo de México es el equipo formado por jugadores de nacionalidad mexicana, que representa a México en las competiciones internacionales de waterpolo.
En el 2019 participará en los Juegos Panamericanos de Lima 2019.